# A Virtuous Vamp
A Virtuous Vamp è un film muto del 1919 diretto da David Kirkland. Interpretato da Constance Talmadge, il film era prodotto dalla Constance Talmadge Film Company (A John Emerson-Anita Loos Production) e distribuito dalla First National Exhibitors' Circuit. Fu il debutto sullo schermo per Gilda Gray, una ballerina nota per aver lanciato lo shimmy, un ballo che all'epoca era famoso quanto il charleston e che viene danzato dai due protagonisti in una delle scene clou del film.
Nel 2013 è stato scelto per essere conservato nel National Film Registry della Biblioteca del Congresso degli Stati Uniti d'America.

## Trama
Gwendolyn Armitage, discendente di una nobile famiglia inglese, inizia a sedurre gli uomini fin da piccolina: a quattro anni, in mezzo alle macerie del terremoto di San Francisco, usa il suo sorriso più dolce per incantare i vigili del fuoco e farsi portare via da lì, in una nuova casa.
Dopo aver frequentato il college ed essersi diplomata, la ragazza - ormai cresciuta - è in cerca di lavoro. Con una lettera di raccomandazione, si reca a New York dove vorrebbe farsi assumere negli uffici di James Crowninshield. Quest'ultimo, però, ricco uomo di affari, è contrario a ogni tipo di raccomandazione. Gwen, allora, si inventa un sotterfugio: dichiara di essere una stenografa e che il suo nome è Nellie Jones. Ovviamente, sfoderando il suo sorriso irresistibile, ottiene il posto.
Crowninshield la prende come propria segretaria e, una sera, la porta in un locale dove ballano lo shimmy con la scusa di fare una ricerca sulle assicurazioni. Dopo una serie di complicazioni, i due - che si sono innamorati uno dell'altra - finalmente si dichiarano il loro amore reciproco e Gwen accetta di sposare James.

## Produzione
Il film fu prodotto dalla Constance Talmadge Film Company (A John Emerson-Anita Loos Production) con il titolo di lavorazione The Virtuous Vamp.

## Distribuzione
Distribuito dalla First National Exhibitors' Circuit, il film - presentato da Joseph M. Schenck - uscì nelle sale cinematografiche statunitensi il 16 novembre 1919 anche con il titolo alternativo The Bachelor. In Finlandia, fu distribuito il 20 marzo 1922.